# Magdalena Ortega de Nariño
Magdalena Ortega de Nariño, née à Santafé de Bogota le 22 juillet 1762 et morte dans la même ville le 16 juin 1811, est une femme colombienne, épouse du président de l'État libre de Cundinamarca Antonio Nariño.

## Vie maritale
Elle se marie avec Antonio Nariño le 27 mars 1785. La cérémonie religieuse est officiée par l'évêque de Comayagua, José de Isabella, alors de passage dans la capitale, dans l'église de Las Nieves. De près de trois ans son aînée, étant née le 22 juillet 1762, elle a pour parents José Ignacio de Ortega y Salazar et Petrona de Mesa. Ce mariage se fait entre deux familles ayant un rang économique élevé et parmi les plus distinguées de la société bogotaine. Lors du mariage, la dot de María Magdalena Ortega y Mesa, composée de bijoux, de peintures et de vêtements, est estimée à 2 113 pesos,.
De l'union des deux jeunes gens, six enfants viennent au monde : 
- Gregorio, né le 12 mars 1786[3] ;
- Antonio en 1791 ;
- Vicente le 22 mai 1793[3] ;
- Mercedes, née le 24 septembre 1798[B 2] ;
- Isabel, née le 8 juillet 1801[B 2] ;
- Francisco[3].

## Controverse
En 1995, Carmen Ortega Ricaurte, alors directrice du musée du 20 juillet, provoque une controverse au sujet de Magdalena Ortega de Nariño qu'elle considère coupable d'adultère. L'hypothèse d'Ortega Ricaurte s'appuie sur un tableau représentant Magdalena avec un médaillon autour du cou et un enfant dans les bras. Ainsi, elle déclare qu'il ne s'agit pas du portrait d'Antonio Nariño mais de celui de Jorge Tadeo Lozano sur le médaillon, ajoutant que l'enfant était celui de Lozano et non celui de Nariño qui était emprisonné à ce moment-là. Cette thèse est cependant réfutée dans la presse nationale par plusieurs chroniqueurs et passionnés de l'histoire qui critiquent les conclusions hâtives et inadéquates de la recherche menée par Ortega Ricaurte.

### Ouvrages utilisés
- (es) Antonio Cacua Prada, Yo soy Nariño, Editora Guadalupe, 2008, 459 p. (ISBN 9789584439956)

1. 1 2  « Capítulo I : Los Nariño : Magdalena de Ortega y Mesa »
2. 1 2  « Capítulo IV : La formación de la república : Sus adoradas hijas »

- (es) Antonio Cacua Prada, Antonio Nariño y Eugenio Espejo: dos adelantados de la libertad, Archivo Histórico del Guayas, 2000, 174 p.

1. ↑  « Capítulo III : Don Antonio Nariño : Matrimonio »

### Autres références
1. 1 2  (es) Enrique Santos Molano, « Antonio Nariño, vida de un pensador », Cosongo,‎ 2009 (lire en ligne)
2. ↑  (es) Armando Martínez Garnica, « El caso Antonio Nariño y  Álvarez : "itinerario histórico"  de la experiencia de la revolución y vivencia de un historiador "patriota"  adverso al paladín de los chisperos santafereños », Historia 2.0 : Conocimiento Histórico en Clave Digital, no 2,‎ août 2011 (ISSN 2027-9035, lire en ligne)
3. 1 2 3 4  (es) Roberto Uribe Pinto, Juan José Restrepo, « Los hijos de Antonio Nariño », Academia de Historia de Cundinamarca (consulté le 7 mars 2013)
4. 1 2  (es) « El caso del medallón de Magdalena Ortega de Nariño », Revista Credencial Historia, no 48,‎ 10 septembre 2012 (lire en ligne)